# .va
.va ist die länderspezifische Top-Level-Domain (ccTLD) der Vatikanstadt. Sie existiert seit dem 11. September 1995 und wird direkt vom Heiligen Stuhl verwaltet. Domains werden ausschließlich für offizielle Zwecke der Vatikanstadt oder des Heiligen Stuhls vergeben und können nicht frei reserviert werden.
Daher gehört die Endung zu den ccTLDs mit den wenigsten aktiven Adressen überhaupt. Zuletzt erreichte sie im Jahr 2005 größere Bekanntheit, als Benedikt XVI. zum Papst gewählt wurde und im Zuge dessen zahlreiche neue Domains angemeldet wurden.